# Kaffeebud
Kaffeebud ist ein Lied der Kölner Mundartgruppe Bläck Fööss. Der Cha-Cha-Cha wurde 1978 von Reiner Hömig zusammen mit der Band geschrieben und arrangiert. Der Titel erschien bei EMI Electrola als Single und auf der LP Mer han ’nen Deckel.
Das Stück beschreibt einen typischen Morgen in einer Tchibo-Filiale in der Zülpicher Straße im Kölner Stadtteil Sülz, in der sich der Hömig regelmäßig mit dem Musiker Hans-Theo Bedorf und Hartmut Priess, dem Bassisten der Bläck Fööss, traf.